# 等离子灯

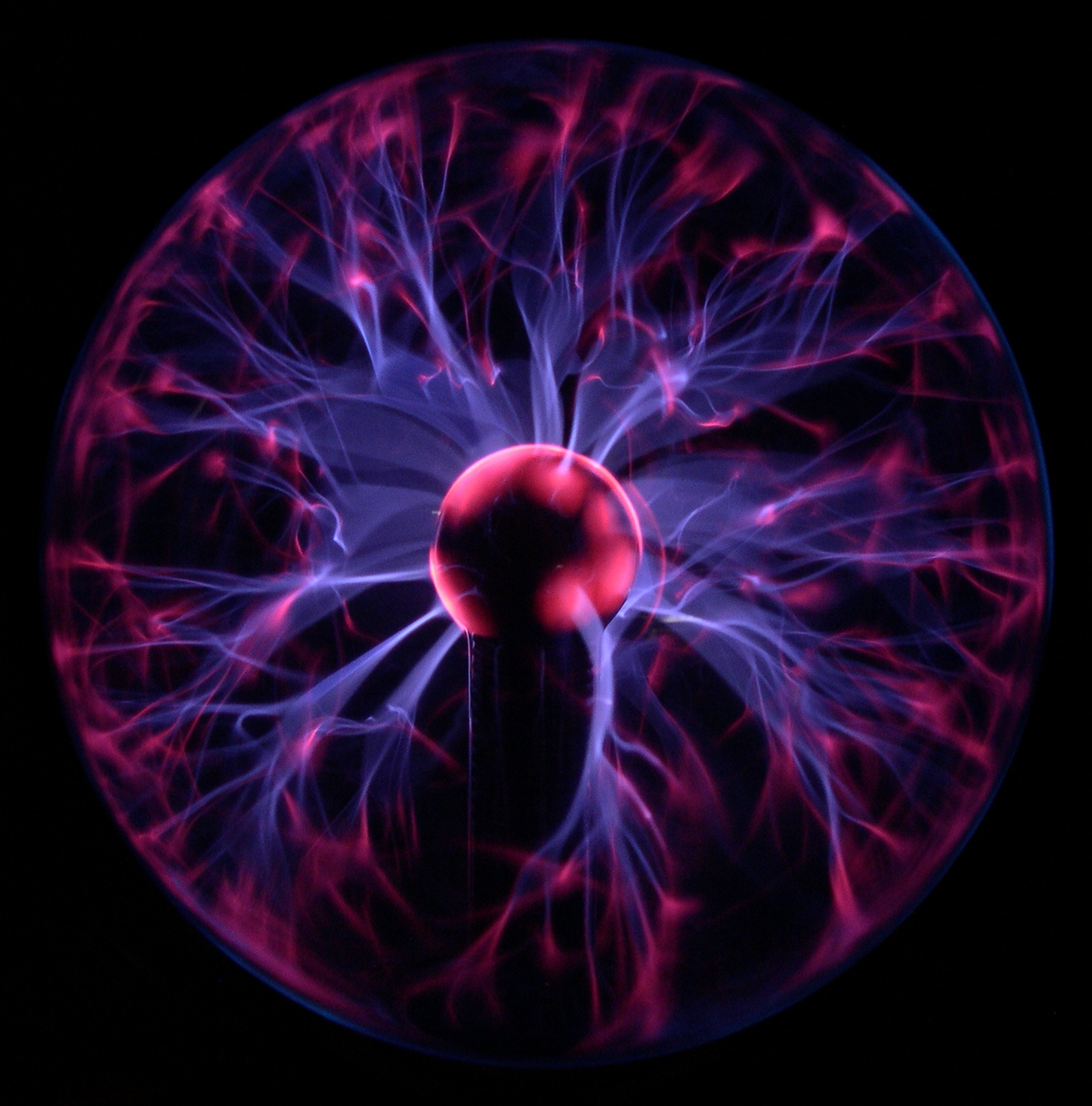
一个等离子灯

等离子灯是一种装饰性的灯，在1980年代最为流行，商品名又名辉光球。等离子灯由物理学家尼古拉·特斯拉发明，他做了一个实验，在玻璃电子管通以高频率的电流，来研究高电压现象。特斯拉称之为惰性气体放电管。现代的等离子灯由比尔·帕克设计。

## 描述

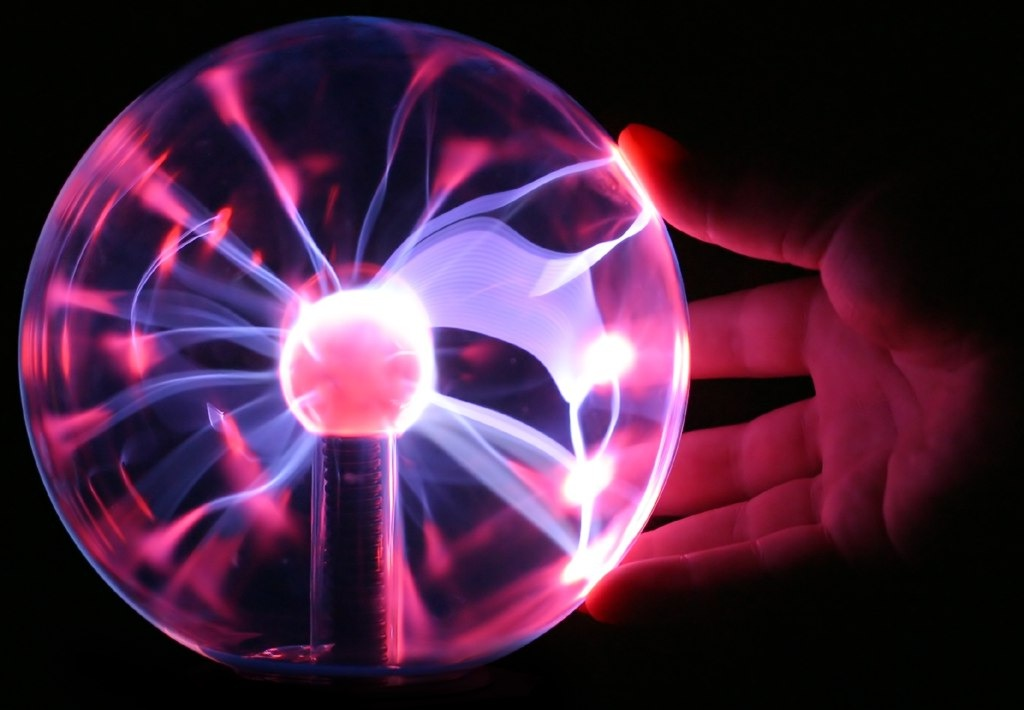
当导体（比如手）接近等离子灯时的效果

最常见的等离子灯为球形或者圆柱形。虽然种类繁多，但通常是一个清透的玻璃球，充以各种气体的混合物——最常用的为氦气和氖气，有时会采用低压的氙气和氪气（低于0.01个大气压），通以由高压变压器产生的高频率高电压的交流电（35kHz，2 - 5kV）。另一个较小的球体位于其中央做为电极。丝状等离子体从内部的电极延伸至外面的玻璃绝缘外壳，呈现出多条稳恒的彩色光线束。光线最初沿着双极子间的电场线传播，但之后在对流的影响下会向上移动。
将手靠近等离子灯改变了高频电场，使一根光线束从内部的球体迁移到接触点上。接近玻璃球的任何导体都会在内部产生电流，因为玻璃不能阻隔通过等离子体传导的电流所产生的电场（尽管绝缘体确实阻隔了电流本身）。玻璃在离子化的气体和手之间起到了电介质的作用，就像电容器一样。

## 潜在的危险
把电子设备（比如電腦滑鼠）靠近或者放置在等离子灯上面时要特别小心：不只是玻璃壳会发热，高电压还会导致设备上积存大量静电，即使有塑料保护外壳也一样。
臭氧，是对人体（但只对人体）有害的一种气体，也可会不断积累在玻璃球体表面。若手或金属物体放在玻璃球上，它积累率会更高。
由于等离子球也释放电磁辐射，与心脏起搏器或其它内部电气医疗设备的人不应该接触等离子球。在极少数情况下，电磁辐射会干扰身体内的电子器件。

## 应用
- PlasmaCutter（等離子切割機）